# Упландс Весби
Упландс Весби (швед. Upplands Väsby) град је у Шведској, у источном делу државе. Град је у оквиру Стокхолмског округа, је значајно предграђе града Стокхолма. Упландс Весби је истовремено и седиште истоимене општине.

## Природни услови
Град Упландс Весби се налази у источном делу Шведске и Скандинавског полуострва. Од главног града државе, Стокхолма, град је удаљен 25 км северно.
Упландс Весби се развио у области источног Упланда. Градско подручје је равничарско до бреговито. Надморска висина града је 20-40 м. Град се налази близу Балтичког мора, а око града се налази пар језера.

## Историја
Подручје Упландс Весбија било насељено још у време средњег века. С до средине 20. века то је село без већег значаја.
После Другог светског рата управа града Стокхолма је пар деценија спроводила јак и брз развој предграђа у циљу растерећења самог града. Тако је настао и данашњи Упландс Весби, који својом вечином спада у највећа предграђа.

## Становништво
Упландс Весби је данас насеље средње величине за шведске услове. Град има око 38.000 становника (податак из 2010. г.), а градско подручје, тј. истоимена општина има око 40.000 становника (податак из 2012. г.). Последњих деценија број становника у граду брзо расте.
До средине 20. века Упландс Весбија су насељавали искључиво етнички Швеђани. Међутим, са јачањем усељавања у Шведску, становништво града је веома шаролико.

## Збирка слика
- Стамбени блокови Весбија
- Главна градска црква
- Кампус више школе
- Једна од симбола града - Дворац Весби